# Минестіря (Мелуштень, Васлуй)
Минестіря (рум. Mânăstirea) — село у повіті Васлуй в Румунії. Входить до складу комуни Мелуштень.
Село розташоване на відстані 242 км на північний схід від Бухареста, 53 км на південь від Васлуя, 112 км на південь від Ясс, 83 км на північ від Галаца.

## Населення
За даними перепису населення 2002 року у селі проживали 150 осіб, усі — румуни. Усі жителі села рідною мовою назвали румунську.